# 涙のリグレット
『涙のリグレット』（なみだのリグレット）は、SCANDALの7枚目のシングル。2010年7月28日にエピックレコードジャパンから発売された。

## 概要
初回特典として、「別冊『超SCANDAL』Vol.3」を封入。音楽配信サイトのレコチョクのCMソングに選ばれた。

## 収録曲
1. 涙のリグレット
作詞：近藤ひさし　作曲・編曲：渡辺未来
  - 奈良テレビ「高校野球奈良県大会中継」2010年度エンディング・テーマ
2. Midnight Television
作詞：SCANDAL・葉山愛次・久保田さちお　作曲：星勝・久保田さちお　編曲：星勝
3. Shining Sun
作詞：SCANDAL・シライシ紗トリ・一色そらん　作曲：田鹿祐一　編曲：シライシ紗トリ
4. 涙のリグレット（Instrumental）